# Scytodes pholcoides
Scytodes pholcoides är en spindelart som beskrevs av Simon 1898. Scytodes pholcoides ingår i släktet Scytodes och familjen spottspindlar.
Artens utbredningsområde är Seychellerna. Inga underarter finns listade i Catalogue of Life.